# Bondarv
Bondarv är en ort i Järvsö socken i Ljusdals kommun i Gävleborgs län, söder om Järvsö. Hälsingegårdarna Karls och Oljons är belägna där. SCB avgränsade här en småort mellan 1990 och 2023. Vid avgränsningen 2023 klassades området tom en del av tätorten Järvsö. 